# Турн-и-Таксис, Альберт
Альберт II Турн-и-Таксис (Альберт Мария Ламораль Мигель Иоганнес Габриэль; род. 24 июня 1983, Регенсбург, Бавария) — 12-й князь (фюрст) из рода Турн-и-Таксис, один из самых богатых людей Германии.

## Биография
Единственный сын предпринимателя Иоганнеса, 11-го князя Турн-и-Таксис (1926—1990) и его гораздо более молодой жены Глории из дома Шёнбургов (род. 1960). Живёт с матерью и сёстрами в регенсбургском дворце Санкт-Эммерам.
После смерти отца унаследовал в 8-летнем возрасте пивные заводы, мельницы, 30 тысяч гектаров земельных угодий в самом сердце Европы (самые большие частные лесные массивы в Германии), банк. Журнал Forbes писал о нём как о самом юном миллиардере на планете.
По окончании фешенебельной школы в Риме князь Турн-и-Таксис поступил в Эдинбургский университет, где изучал экономику и богословие. Управление семейными капиталами взяла на себя его мать. Занимается автогонками в составе команды Reiter Engineering. Холост.